# Olympique Gymnaste Club de Nice 1984-1985
Questa voce raccoglie le informazioni riguardanti l'Olympique Gymnaste Club de Nice nelle competizioni ufficiali della stagione 1984-1985.

## Maglie e sponsor
Lo sponsor tecnico per la stagione 1984-1985 è Puma, lo sponsor ufficiale è Le Géant du Meuble.
| Manica sinistra · Manica sinistra · Maglietta · Maglietta · Manica destra · Manica destra · Pantaloncini · Calzettoni |

## Rosa
| N. |                    | Ruolo | Calciatore           |
| -- | ------------------ | ----- | -------------------- |
|    | Francia (bandiera) | P     | André Amitrano       |
|    | Francia (bandiera) | D     | Serge Bellisi        |
|    | Francia (bandiera) | D     | Hervé Blanc          |
|    | Francia (bandiera) | D     | Patrick Bruzzichessi |
|    | Francia (bandiera) | D     | Carlos Curbelo       |
|    | Francia (bandiera) | D     | Olivier Jannuzzi     |
|    | Francia (bandiera) | D     | Michel Joly          |
|    | Francia (bandiera) | D     | Jean-Philippe Mattio |
|    | Francia (bandiera) | D     | Dider Volpatti       |

| N. |                      | Ruolo | Calciatore         |
| -- | -------------------- | ----- | ------------------ |
|    | Francia (bandiera)   | C     | Eric Castagnino    |
|    | Francia (bandiera)   | C     | Pascal Françoise   |
|    | Francia (bandiera)   | C     | Dominique Lefebvre |
|    | Francia (bandiera)   | C     | Fabrice Mège       |
|    | Algeria (bandiera)   | A     | Mustapha Dahleb    |
|    | Argentina (bandiera) | A     | Jorge Domínguez    |
|    | Francia (bandiera)   | A     | Albert Gemmrich    |
|    | Svezia (bandiera)    | A     | Thomas Larsson     |
|    | Francia (bandiera)   | A     | Guy Mengual        |

## Risultati

### Division 2

#### Spareggio per la vincitrice
| Arbitro: | De Zayas |

|                           |           |                      |
| Marguerite 21’ Dahleb 63’ | Marcatori | 80’ Vidot 82’ Prieur |

| Arbitro: | Swirog |

|                                     |           |  |
| Prieur 32’ Florès 57’ Bensaoula 74’ | Marcatori |  |